# Otocsán
Otocsán (horvátul: Otočac) város és község Horvátországban Lika-Zengg megyében. Közigazgatásilag Brlog, Brloška Dubrava, Čovići, Dabar, Doljani, Drenov Klanac, Glavace, Gorići, Hrvatsko Polje, Kompolje, Kuterevo, Ličko Lešće, Lipovlje, Podum, Ponori, Prozor, Ramljani, Sinac, Staro Selo, Škare és Švica települések tartoznak hozzá.

## Fekvése

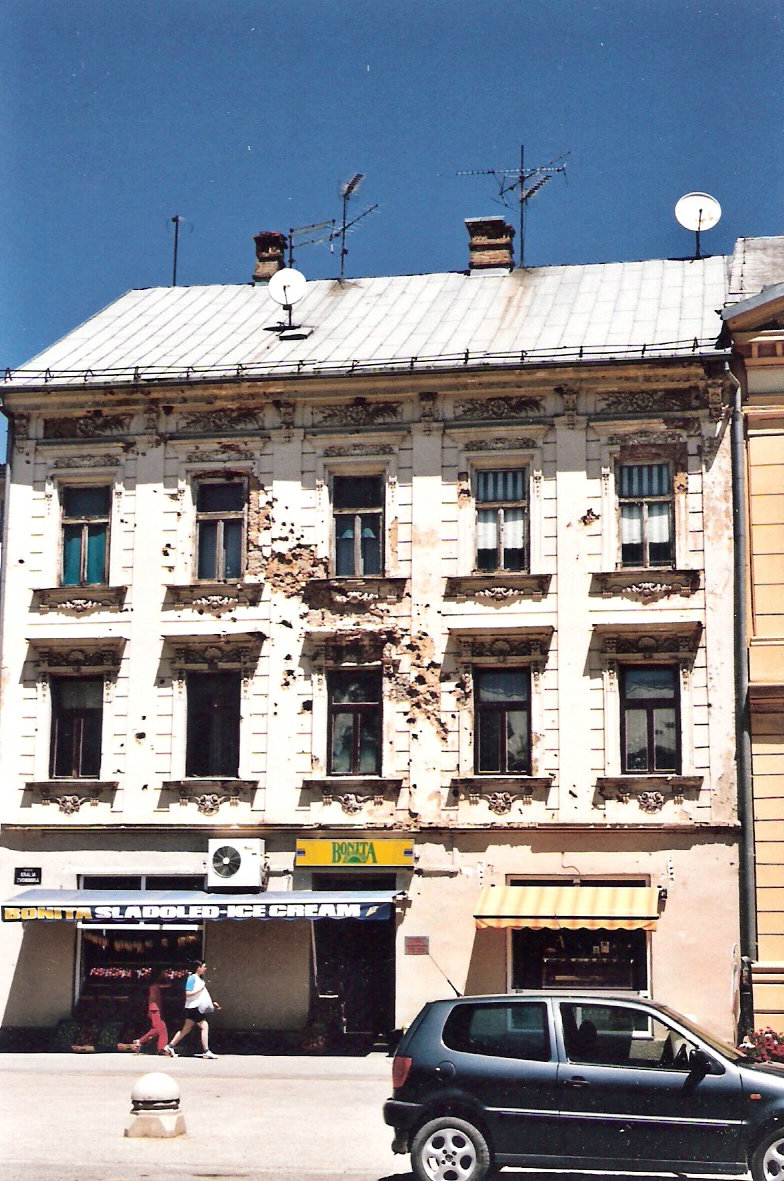
Lövések nyomai egy Otocsáni házon

Zenggtől légvonalban 30, közúton 45 km-re délkeletre a Kis-Kapela és a Velebit hegység között a Gacka folyó völgyében fekszik. A várost a folyó két részre Alsó- (Donji Grad) és Felsővárosra (Gornji Grad) osztja.

## Története
A Gacka völgye a régészeti leletek tanúsága szerint már a kőkorszaktól kezdve folyamatosan lakott volt. A római hódítás előtt e területet illír törzsek lakták. A rómaiak i. e. 33-ban foglalták el és "Arupium" néven virágzó várost alapítottak itt. Itt vezetett át a Görögországba menő fontos római út. A gackai egyházközséget a 9. században említik először. Otocsán mai nevét az „otok” (sziget) főnévből kapta. Horvát neve Otočac tulajdonképpen kis szigetet jelent, mivel egészen a 18. századig a Gacka-folyó természetes szigetén állt és csak csónakkal lehetett megközelíteni. Erődfalai és tornyai olyan kitűnően védték, hogy hosszú története során sohasem foglalta el az ellenség. Az erőd körül a lakók cölöpökre épített házakban éltek, melyeket ugyancsak csónakon lehetett elérni.
Otocsánt mai nevén a 11. században a legrégibb horvát nyelvemléken a baskai táblán említik, amikor Dmitar Zvonimir horvát király az otocsáni Szent Miklós templomot a baskai Szent Lúcia kolostor szerzeteseinek adja. 1300-ban királyi adományként a település a Frangepánok uralma alá kerül. Városi jogait is Károly Róberttől kapta. A Frangepánok falait megerősítették, templomokat építettek és megalapozták a város kulturális életét. A család három évszázadig tartózkodott itt, de később is egészen 1671-ig a birtokában maradt. II. Duim, III. Frigyes, Zsigmond és Márton grófok székhelye is itt volt. Otocsán virágkorát Frangepán Zsigmond idején élte. Várát 1316-ban említik először. 1460. március 5-én II. Piusz pápa egyházmegye központjává tette, a Szent Miklós templomot pedig székesegyházi rangra emelte. A fokozódó török fenyegetettség kedvezőtlenül hatott a város fejlődésre. A püspökséget 1535-ben megszüntették és Zengghez csatolták. Környékét a török többször is dúlta, de a várat sikertelenül próbálta elfoglalni, mivel kedvező földrajzi fekvése bevehetetlenné tette. 1619-ben a katonai határőrvidék parancsnoksága a város fölötti azonos nevű magaslatra felépíttette a Fortica erődöt ezzel végképpen meghiúsítva hogy a török elfoglalja és a tengermellék felé nyomuljon tovább. Amint a török veszély alább hagyott a város a falakon kívül is kezdett terjeszkedni, 1746-tól pedig Mária Terézia katonai határőrvidék központjává tette.
A török veszély elmúltával a település fejlődésnek indult. 1746-ban heti vásártartási jogot kapott. Népiskoláját 1727-ben, katonai főiskoláját 1782-ben alapították. Fiúiskoláját 1870-ben polgári iskolává alakították. Nikola Maštrović tábornok 1844-ben színházat alapított, amely előadásait német és horvát nyelven tartotta. 1868-ban Horvátországban harmadikként megalakult a helyi tűzoltóság. 1873-ban korának egyik legnagyobb horvát mecénása Josip Juraj Strossmayer boszniai és szerémségi püspök támogatásával megalakult a helyi olvasókör. 1857-ben 2181 lakosa volt, 1910-ben 3419 lakosából 2269 horvát és 772 szerb volt. A trianoni békeszerződésig Lika-Korbava vármegye Otocsáni járásának székhelye volt. Ezt követően előbb a Szerb–Horvát–Szlovén Királyság, majd Jugoszlávia része lett. Jugoszlávia felbomlása után 1991-ben a független Horvátország része lett.
Lakói közül sokan főként az otocsáni 133. brigád keretein belül részt vettek a honvédő háborúban. A harcokban a várost és a történelmi városmagot is súlyos károk érték, melyeket azóta nagyrészt helyreállítottak. Különösen heves támadás érte Otocsánt és a Gacka völgyét a jugoszláv haderő és szerb fegyveresek részéről 1991. augusztus 25-én és 26-án. Csak Podumról két nap alatt mintegy ezer aknavetőgránát hullott Otocsánra. A várost Gospić, Fiume és Károlyváros irányában is elvágták a külvilágtól. A szeptember közepéig tartó támadások alatt a város élelmiszerellátás, templom és posta nélkül maradt. Támadták az üzemeket és a Gacka szállodát is, melyet a hadsereg Udbináról és Bihácsról felszálló repülői rakétákkal többször is eltaláltak. Szeptember 20-án a szállodát két bombatalálat is érte. A Szentháromság templomot is lerombolták (1991. szeptember 15.), súlyos károk érték az iskolákat, a kórházat, a lakóházakat és gazdasági épületeket. A több évig tartó háborúnak számos horvát katona és civil esett áldozatul. A város és környéke csak 1995 augusztusában szabadult fel végleg.
Városképéhez ma hozzátartoznak a Konzum és Lidl áruházak, az újjáépített városi park, a piac, a 2002-ben épített új városi könyvtár, a számos sport és kulturális létesítmény. A foglalkoztatottság bővítésével a város ifjúságának elvándorlását hivatott megakadályozni az ipari övezet fejlesztése. Fejlődik a város alap-, közép- és felsőfokú oktatása is. 2001-ben alapították meg a fiumei egyetem itteni tagozatát, amely ma a gospići Nikola Tesla egyetem keretében működik. 2011-ben a városnak 4 203, a községnek összesen 9 754 lakosa volt.

## Lakosság
| Lakosság változása | Lakosság változása | Lakosság változása | Lakosság változása | Lakosság változása | Lakosság változása | Lakosság változása | Lakosság változása | Lakosság változása | Lakosság változása | Lakosság változása | Lakosság változása | Lakosság változása | Lakosság változása | Lakosság változása | Lakosság változása |
| ------------------ | ------------------ | ------------------ | ------------------ | ------------------ | ------------------ | ------------------ | ------------------ | ------------------ | ------------------ | ------------------ | ------------------ | ------------------ | ------------------ | ------------------ | ------------------ |
| 1857               | 1869               | 1880               | 1890               | 1900               | 1910               | 1921               | 1931               | 1948               | 1953               | 1961               | 1971               | 1981               | 1991               | 2001               | 2011               |
| 2.181              | 1.626              | 2.201              | 2.726              | 3.928              | 3.419              | 3.692              | 3.070              | 3.231              | 3.055              | 3.622              | 4.504              | 5.008              | 5.404              | 4.354              | 4.203              |

## Nevezetességei
- A Felsőváros központjában áll a Szentháromság tiszteletére szentelt plébániatemplom.[5] Egyhajós épület, félköríves szentéllyel és három oldalon mellékkápolnával. A templomot 1648-ban egy tűzvésszel kapcsolatban említik először, amely valószínűleg egy török támadás következtében pusztított és amelynek következtében a templom teljesen leégett. 1684 és 1702 között részben gótikus stílusban építették újjá. Az újjáépítés alatt a városfalakon belül álló Szűz Mária templom volt a város plébániatemploma. 1710 és 1718 között az épületet hosszabbították és magasították. A megújult templomot 1718. október 19-én ismét felszentelték.[6] 1730-ban új harangtorony építésébe kezdtek. Története során többször érték súlyos károk. 1760. február 16-án egy szélviharban keresztje ledőlt, tornya súlyosan megrongálódott, 1991. szeptember 15-én pedig a közeli laktanyából jugoszláv katonák gránáttal találták el és a gyorsan terjedő tűz következtében az egész tetőszerkezet elpusztult. Károk érték a főoltárt és két mellékoltárt is. A templomnak 1774-ig öt oltára volt, melyeket a Szentháromság, a Háromkirályok, a Szent Kereszt, a Kármelhegyi Boldogasszony és Páduai Szent Antal tiszteletére szenteltek. 1774-ben két új oltárt szenteltek Szent Miklós püspök, valamint Szent Fábián és Sebestyén tiszteletére. 1776-ban új szószék, 1777-ben új padok készültek. 1780-ban elkészült a főoltár körüli falfestés, 1782-ben pedig a toronyra került új óra. A templom megújítását Mária Terézia királynő és fia II. József is támogatta.[6] 1868-ban villámcsapás miatt szenvedett károkat, mely után a felújítást Ferenc József király négy új harang adományozásával segítette. A templomnak hét késő barokk - klasszicista oltára van, szószéke, keresztelőmedencéje a 18. században készült. Oltárképei közül kiemelkedik a „Keresztre feszítés” M. Shieder 1867-ben készített munkája. A sekrestye főfalán látható „Béke Királynője” freskót a császári és királyi 79. gyalogezred főhadnagya Čeh Maksimilijan Duchek festette 1916-ban elesett honfitársai emlékére. Az otocsáni plébánia őrzi Petar Andreis püspök pecsétjét és egy püspöki mitrát a 15. századból.
- A  plébániatemplom közelében, a Mesić tér keleti szélén áll a római katolikus plébánia épülete.[7] Az épület négyszögletes alaprajzú, a főhomlokzat északra néz. Kőből építették, a homlokzatokat vakolták, belül fa mennyezete és boltíves pincéje van. A belső tér két részre van osztva, amelyek kölcsönösen átjárhatók. A barokk épület 1775-ben épült, a 19. század második felében pedig részben felújították.

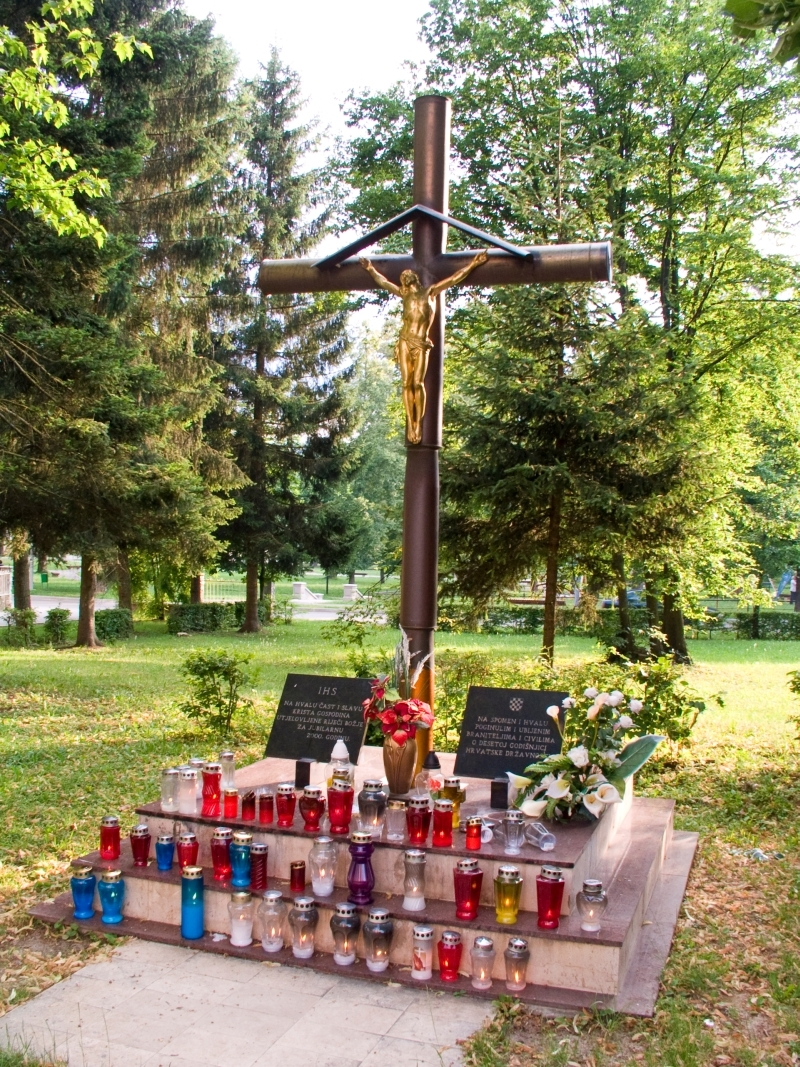
A város védelmében elesettek emlékműve

- A város feletti Fortica-dombon 1619-ben építették fel a város és környéke védelmére a kis Fortica-erődöt.[8] Az erőd háromszög alaprajzú két emeletes építmény volt sarkain kúp alakú toronysisakkal fedett hengeres tornyokkal, melyeket felfelé vékonyodó, lőréses erődfalak kötöttek össze. Belül a falak kis háromszögletű udvart fogtak közre közepén ciszternával. A falak emeleti részeit belülről fából ácsolt folyosókon lehetett megközelíteni. A nyugati toronyban lakott a parancsnok, első és második szintje gabonatárolásra is szolgált. Az északi toronyban részben a raktár, részben a konyha volt elhelyezve. Az erőd bejárata a déli oldalon a város felé nyílott és mivel kapuja magasan a föld felett volt kezdetben csak létrákon, később lépcsőkön lehetett megközelíteni. Az erőd a 19. század elején kezdte elveszíteni jelentőségét, erről tanúskodik az a tény, hogy 1804-ben lőporraktárnak alakították át. A 19. század második felére a katonaság végleg elhagyta és állapota egyre romlott. Anyagát az új házak építéséhez hordták el. A 20. század elejére a romok beerdősültek és a fák a II. világháborúig akadálytalanul nőttek. 1941-ben az olaszok kivágták a Fortica-domb fáit és ágyúállásokat helyeztek el rajta. Ma az erődnek csak alapfalai láthatók, folyik a régészeti feltárás és a tereprendezés.[9]
- A Fortica-domb aljában található az 1725-ben épített Hétfájdalmú Szűzanya kápolna.[10] Falain és boltozatán festmények nyomait találták meg. A kápolna megkülönböztetett értékkel bír, köszönhetően a városra néző helyzetének és Likában egyedinek számító tervezésének.
- Az Alsóvárosban áll az 1723-ban épített Szűz Mária kápolna.[11] Egyhajós épület, téglalap alaprajzzal, nyeregtetővel, harangtoronnyal és félkör alakú keskeny szentéllyel, mellette sekrestyével. A főhomlokzat déli tájolású. A kápolnát 1776-ban barokk klasszicizmus stílusában átépítették bővítették. A neobarokk brendezés a fő- és két mellékoltárból, valamint a szószékből áll.
- Az 1962-ben alapított Gacka múzeum Otocsán és környékének történeti és kulturális emlékeit mutatja be. Négy állandó kiállítása van. Régészeti anyagából jelentős a ličko lešćei barlangban talált, a kőkorszaktól a vaskorig terjedő időszakból származó leletek, főként cserépmaradványok, a vrhovinai Bezdanjača barlang bronzkori leletei és a főként rézből, üvegből és borostyánkőből készített tárgyakból álló gazdag ókori japod gyűjtemény. A múzeum jelentős festményekből, rajzokból, írásos dokumentumokból, néprajzi, az itt élt mintegy nyolcvan nemesi család címereiből, az otocsáni 133. ezred honvédő háborús emlékeiből valamint használati tárgyakból álló gyűjteménnyel is rendelkezik.
- Szent György vértanú tiszteletére szentelt pravoszláv temploma[12] 1863-ban állami pénzből épült az akkori katonai gyakorlótér északnyugati szélén a Jelačić-ezred pravoszláv vallású katonái számára. Belseje a pravoszláv vallás előírásai szerint került kialakításra, ikonosztázát a katolikus templom Szentháromság képének alkotója festette.[9]
- A városi park az I. világháború után az egykori katonai gyakorlótér (Exerzierplatz) parkosításával létesült. A teret északról, nyugatról és délről eredetileg a határőrezred épületei vették körül. Délen a Gacka szigetén a 19. század elején még láthatók voltak az egykori vízivár romjai,[13] majd 1829-től ez a rész beépült a Felsőváros épületeivel. A gyakorlótér keleti szélén a Szentháromság templom állt, majd 1863-ban az északnyugati szélén elépült a pravoszláv templom is. Ugyanilyen gyakorlóterek voltak akkoriban Ogulinban, Károlyvárosban, Belováron, Peterinján és más városokban is. A tér katonai jellege 1916-ban kezdett megszűnni, amikor felépült a császári és királyi 79. gyalogezred elesett hőseinek emlékműve egy kilenc és fél méter magas obeliszk, majd a háború után elkezdődött a park kialakítása. Fákat ültettek, virágágyásokat létesítettek, öntöttvasból készített padokat helyeztek el. A két világháború között a parknak külön kertésze volt, aki a virágokat gondozta. Déli része játszótérnek volt kialakítva. Sólyomröptetéseket, tűzoltó- és katonai felvonulásokat is tartottak itt. Az 1916-ban emelt hősi emlékművet a szerb-horvát-szlovén hatóságok leromboltatták, majd 1926-ban I. Péter szerb király sokkal igénytelenebb emlékművét emelték a helyére. A II. világháború elején ezt is lerombolták és 1955-ig nem állt itt emlékmű. Ekkor egy partizán emlékmű került ide, melyet 1991-ben ledöntöttek. A honvédő háború után 1995 és 2005 között a parkot újrarendezték, teljesen körülkerítették, megújultak a sétányok és lépcsők, megújult a 19. század elején épített régi kút, új padokat helyeztek el és bevezették a közvilágítást.[9]

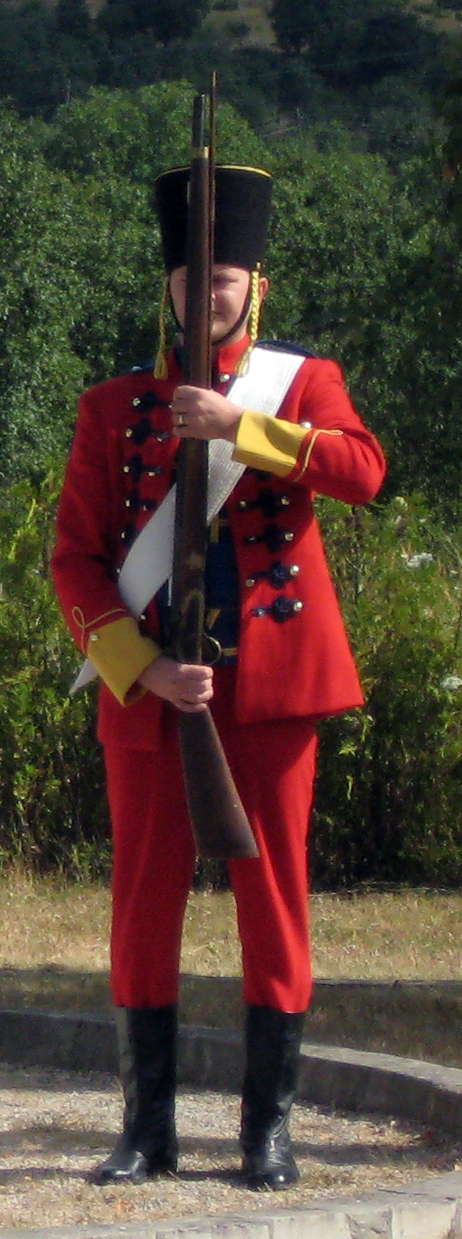
Az otocsáni határőrezred egyenruhája

- A határőrezred parancsnoki épülete[14] 1843 és 1848 között épült. Itt voltak az ezred irodái és parancsnokainak lakásai. Később már csak tiszti lakások voltak benne, majd a II. világháború után polgári használatra adták át. Homlokzatát nemrég újították fel.[9]
- Az egykori katonai kórház 1837 és 1843 között épült a határőrezred katonáinak ellátására. 1873-ban polgári használatra adták át és egészen 1971-ig polgári kórházként működött. Ekkor a város másik részén új kórházat építettek a régi épület pedig pusztulásnak indult. 2009-ben egy városi projekt keretében teljesen felújították és ma diákotthonként szolgál.[9]
- Otocsán Dubrava nevű városrészének temetőjében található a Szent József-kápolna.[15] Egyhajós, keletelt tájolású épület, sokszögletű apszissal, elöl harangtoronnyal. A kőből épült és vakolt kápolna méretei 7,2 x 4,3 m. A kápolna 1908-ban épült Cvjetko Wurster építőmérnök tervei alapján a benne eltemetett Juraj Ibel otocsáni plébános támogatásával historikus stílusban.
- A Gackán átívelő régi kőhíd[16] 1876-ban épült.